# Mimosa caudero
Mimosa caudero là một loài thực vật có hoa trong họ Đậu. Loài này được L.Cardenas miêu tả khoa học đầu tiên.